# Saladin Martin
Saladin Martin é um ex-jogador profissional de futebol americano estadunidense.

## Carreira
Saladin Martin foi campeão da temporada de 1981 da National Football League jogando pelo San Francisco 49ers.